# Покровка (Яковлевский район)
В Октябрьском районе Приморья тоже есть село Покровка
В Красноармейском районе Приморья тоже есть село Покровка
Покро́вка — село в Яковлевском районе Приморского края. Административный центр Покровского сельского поселения.

## География
Село находится на правом берегу реки Арсеньевка, на расстоянии 7 км к западу от села Яковлевка, административного центра района.
От Покровки на юг идёт автодорога к селу Достоевка (около 14 км), на юго-восток идёт автодорога через село Минеральное (около 3,5 км), с выходом на трассу Осиновка — Рудная Пристань (до трассы около 24 км).
На север от Покровки идёт автодорога на трассу «Уссури» к селу Глазовка Лесозаводского городского округа через Кировский район, по ней же — транспортное сообщение с сёлами Яковлевского района Рославка, Яблоновка, Николо-Михайловка, Озёрное, Орлиное, Бельцово, Загорное, Краснояровка.

## Население
| 1926 | 2001 | 2002 | 2010 | 2019 |
| ---- | ---- | ---- | ---- | ---- |
| 713  | ↘581 | ↘567 | ↘443 | ↗462 |

## Улицы
| - ул. Арсеньева, - пер. Колхозный, - ул. Кооперативная, - ул. Лазо, - пер. Медицинский, | - ул. Молодёжная, - ул. Набережная, - ул. Новая, - ул. Овражная, - ул. Центральная. |

## Транспорт
Ближайшая станция Дальневосточной железной дороги Лимонник находится в селе Минеральное.